# 龍江船廠
龍江船廠，是明朝的一間官營船廠。船廠於洪武年間建造，對鄭和下西洋一事有著重要的歷史意義。

## 背景資料
在明太祖洪武初年，明室於江蘇南京龍江關（今南京北郊）建造龍江船廠。船廠隸屬工部，規模宏大，分為南北兩處；南邊稱為前廠，而北邊則為後廠。龍江船廠的面積跨越秦淮河，直達下保、中保、上報村以及三汊河地區。內設提舉司、作房、分司、篷廠、指揮舉，分工嚴格。而兩廠各有溪口通向龍江。基於造船的需要，船廠另外設有風篷、細木，艙作（修船）、鐵作、索作、纜作、油漆等工作坊。龍江船廠最初專為打造戰艦而設，其後兼造巡邏船和其他類型的船舶。
在管理上而言，龍江船廠按城市居民的坊廂編制，朝廷將工匠分編為四廂，四廂當中再分作十甲。每一個甲均有一個甲長。一廂有船木梭櫓索匠；二廂有船木鐵纜匠；三廂有念匠；而四廂就有棕篷匠。一般來說，船匠皆兼營造船與農業，並非只負責造船。龍江船廠由建立至嘉靖年間經營了超過一百年。在嘉靖後期，船廠卻開始衰落。工匠數目因為大多不諳祖業，而且當時懂得造船工藝的人已經所剩無幾，所以被降為二百四十餘戶。據張豈之、王天有、郭成康和成崇德所著的《元明清史》記述，在洪武初年，明朝政府向浙江、江西、湖廣、福建及直隸等地調取四百戶船工到南京造船。該400戶船工被分為四廂，每廂共有一百戶。他們分別負責製造木梭櫓、木鐵錨，修補舊船和製造棕蓬。至永樂年間，鄭和乘坐的寶船大多都由龍江船廠轄下的寶船廠建造，所以該船廠對鄭和下西洋作出重大貢獻。
另外，據顧起元《客座贅語》中記錄，「寶船共六十三號，大船長四十四丈四尺，闊一十八丈，中船三十七丈，闊一十五丈」。可見當時鄭和下西洋時所乘寶船的規模之大。而在地理上而言，龍江船廠與其轄下的寶船廠並非一體。據武漢理工大學交通學院教授席龍飛指出：「很多學者把寶船廠遺址混淆於龍江船廠。龍江船廠建於明洪武初年，因為有一本《龍江船廠誌》，很是有名。不過書中有廠圖，其廠址在城壕與秦淮河之間，深闊尺度只有354丈、138丈。由於廠址遠離長江，所造船舶只能由秦淮河北上才能達於長江。」由此反映寶船廠與龍江船廠的位置不一樣。
2006年5月，龍江船廠遺址成為中國國務院公佈的第六批全国重点文物保护单位之一。2023年12月29日，江苏省人民政府文化和旅游厅将龙江船厂遗址列为布第一批江苏省省级考古遗址公园的立项项目。

## 照片

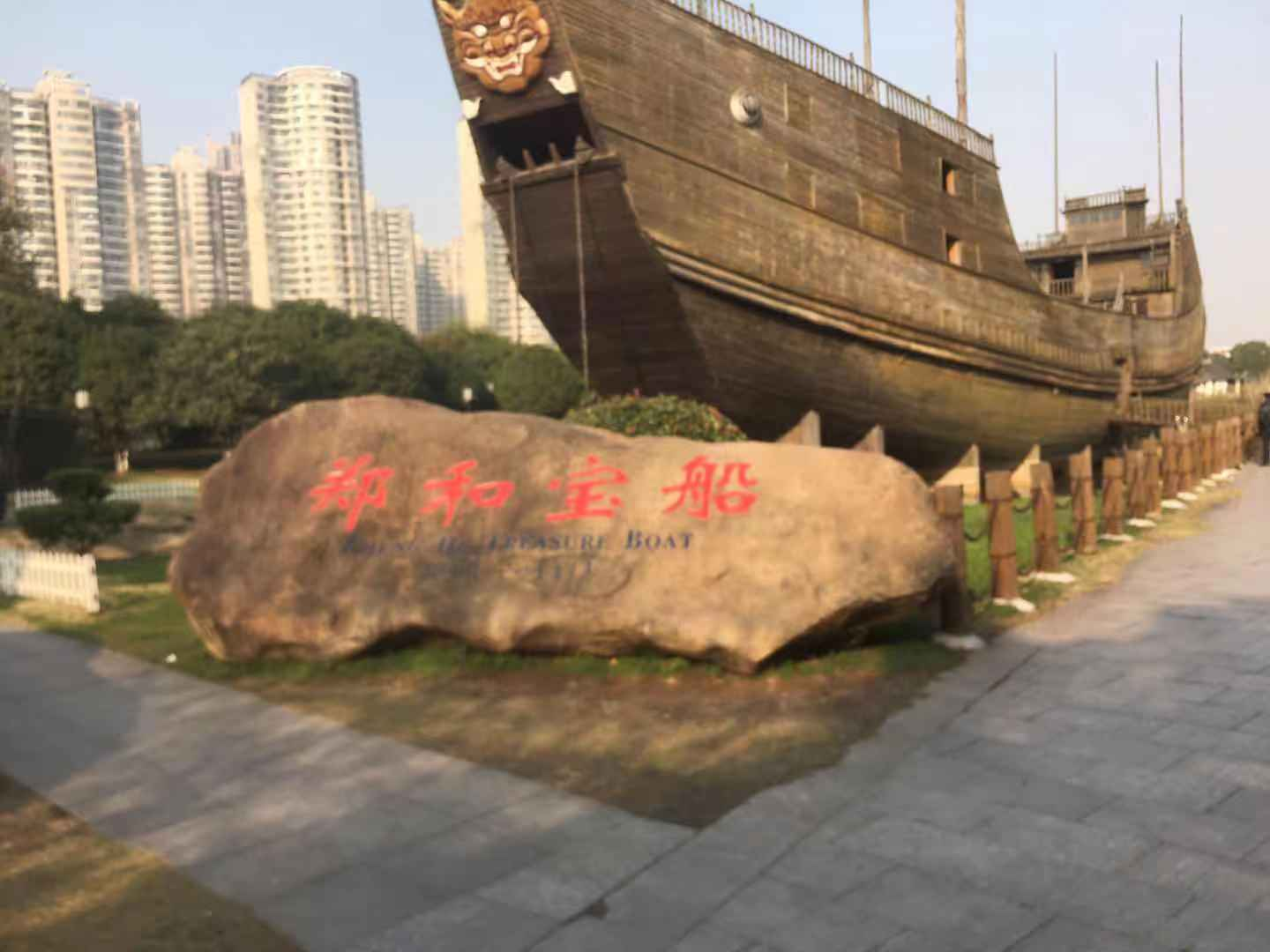
龙江船厂公园宝船照片
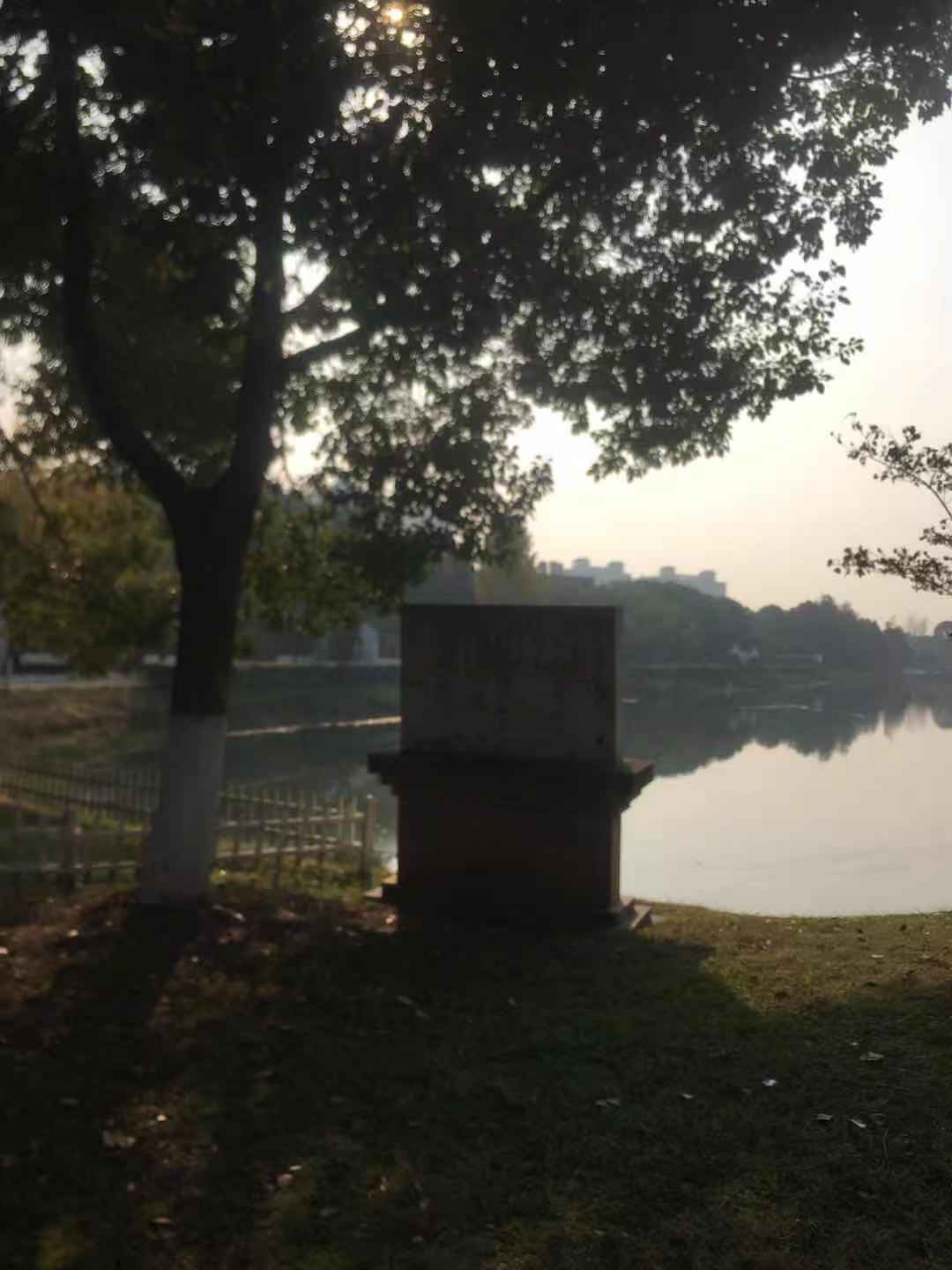
龙江船厂文物碑
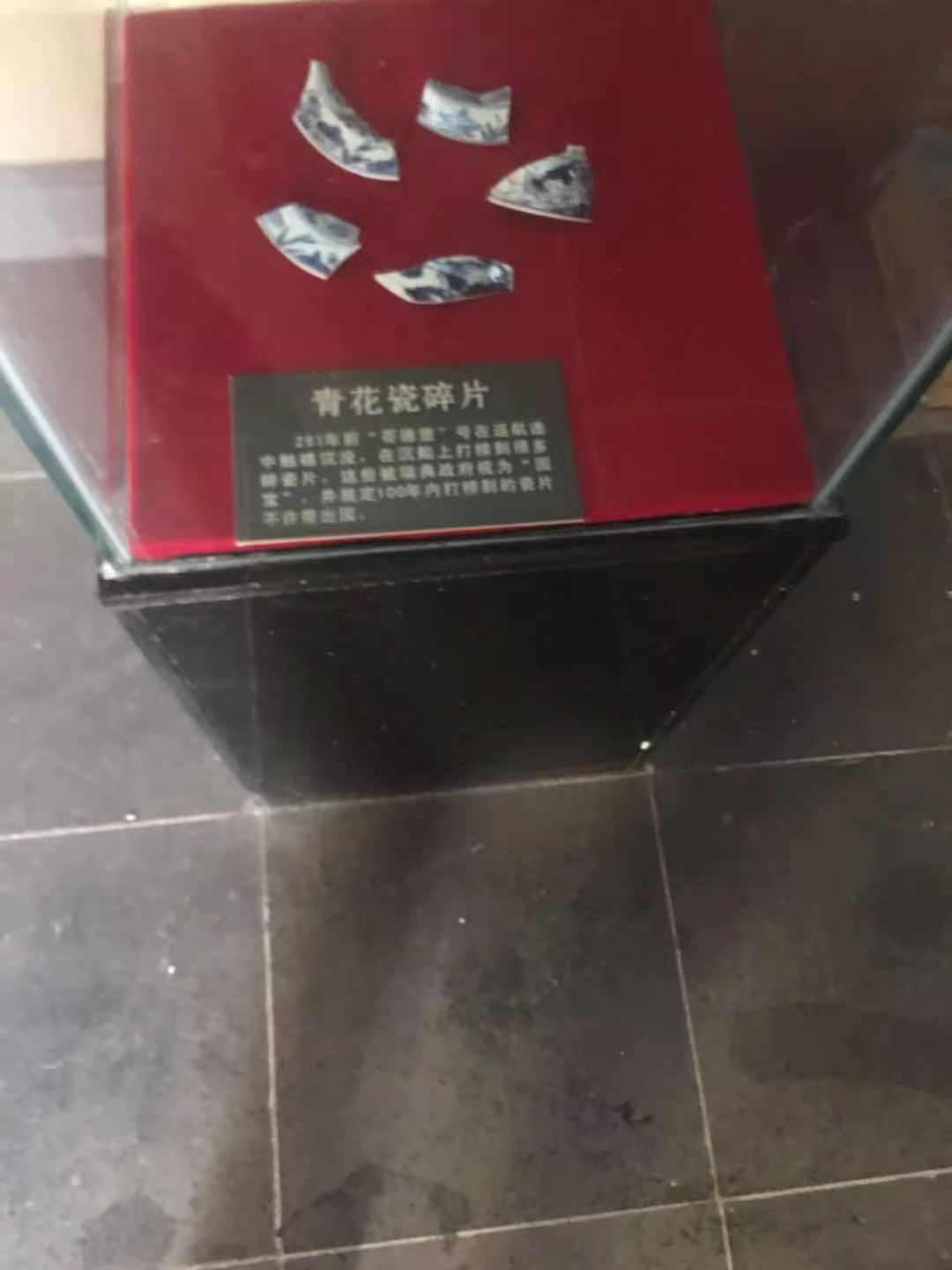
龙江船厂遗址文物展示

## 外部連結
- 船廠平面圖 （页面存档备份，存于）
- 龍江寶船廠遺址出土文物 （页面存档备份，存于）